# Chemin de Papus
Le chemin de Papus (en occitan : camin de Papus) est une voie publique de Toulouse, chef-lieu de la région Occitanie, dans le Midi de la France. Il se trouve dans le quartier du même nom, dans le secteur 2 - Rive gauche.

## Situation et accès

### Voies rencontrées
Le chemin de Papus rencontre les voies suivantes, dans l'ordre des numéros croissants :
1. Rue de la Sarthe (g)
2. Rue de la Mayenne (d)
3. Rue de la Vendée (d)
4. Rue de la Touraine